# 松平隆政
松平 隆政（まつだいら たかまさ）は、江戸時代前期の大名。出雲国母里藩の初代藩主。母里松平家の祖。正室は、信濃国小諸藩藩主・松平憲良（忠憲）の娘。

## 略歴
慶安元年（1648年）7月8日、松江藩藩主・松平直政の三男として生まれる。母は側室・長谷川氏。幼名は他人丸。長兄・綱隆から偏諱を与えられて隆政（「政」は父・直政より一字を取ったもの）と名乗る。
寛文2年（1662年）12月27日、従五位下右近大夫となる。
寛文6年（1666年）2月3日、父が亡くなり、同年4月10日、兄・綱隆が家督を継いだ。同月29日、綱隆から1万石を分知され、支藩・母里藩が成立した。当初は領地ではなく蔵米による支給だった。
延宝元年（1673年）2月4日、26歳で死去した。法名は徳翁院仁誉儀公勇徹。菩提所は天徳寺（現・東京都港区虎ノ門）。
嗣子がなかったため、死に際し、9歳の弟・直丘（直高）を末期養子とすることを願ったが認められず、所領は宗家に返還された。その後、綱隆が幕府に願い出たことにより、同年5月13日、直丘に家名存続が許された。